# Piz Chalchagn
Piz Chalchagn är en bergstopp i Schweiz.   Den ligger i regionen Maloja och kantonen Graubünden, i den östra delen av landet, 200 km öster om huvudstaden Bern. Toppen på Piz Chalchagn är 3 154 meter över havet, eller 193 meter över den omgivande terrängen. Bredden vid basen är 1,1 km. Piz Chalchagn ingår i Bernina.
Terrängen runt Piz Chalchagn är huvudsakligen bergig. Närmaste större samhälle är St. Moritz, 7,3 km nordväst om Piz Chalchagn. 
Trakten runt Piz Chalchagn består i huvudsak av gräsmarker. Runt Piz Chalchagn är det glesbefolkat, med 18 invånare per kvadratkilometer.